# Angoram
Angoram – miasto w północno-zachodniej Papui-Nowej Gwinei, w prowincji Sepik Wschodni. Liczba mieszkańców: 2622 (2013).